# Bay-Klasse (1992)
Die Bay-Klasse war eine Serie von sieben schnellen Containerschiffen, die in der japanischen Werft Ishikawajima-Harima Heavy Industries (IHI) in Kure für die Reederei P&O Containers gebaut wurden. Als erstes Schiff lief im Juni 1992 die Jervis Bay vom Stapel.
Alle sieben Schiffe wurden 2014 in Asien verschrottet.

## Geschichte

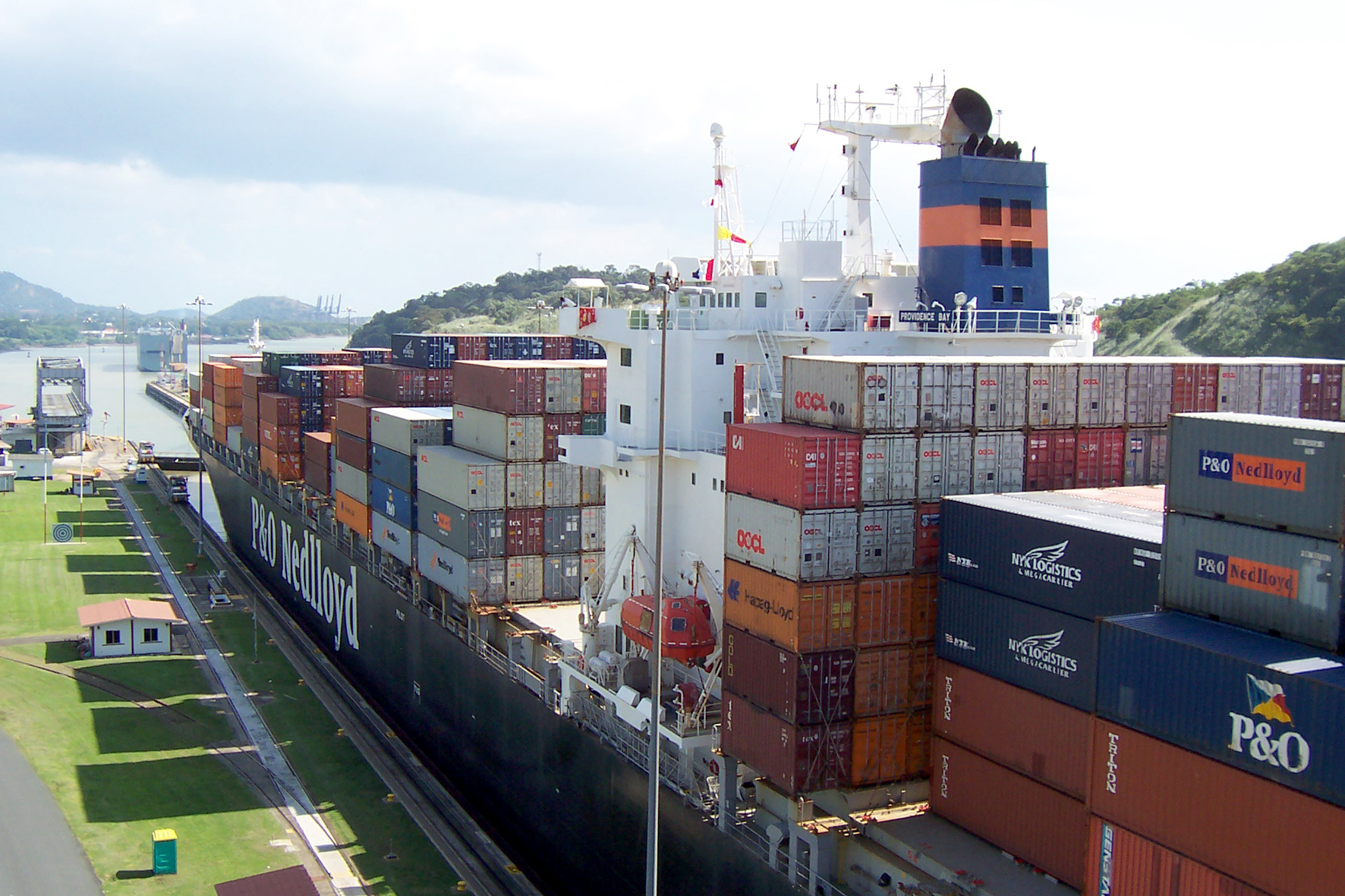
Die Providence Bay in der Miraflores-Schleuse des Panamakanals

Die Schiffe der Bay-Klasse waren für P&O Containers Ltd. für den Europa-Fernost-Dienst gebaut worden. Für eine traditionelle Rundreise von Southampton via Panamakanal nach Yokohama und zurück benötigen sie im Durchschnitt 63 Tage. 
Die Schiffe wurden 2004 als Teil eines 284 Millionen US-Dollar teuren Pakets von insgesamt achtzehn P&O-Nedlloyd- und Blue-Star-Containerschiffen an das deutsche Investmentunternehmen MPC Capital veräußert. Die Schiffe wurden vom zur Rickmers Reederei gehörenden Hamburger Unternehmen E.R. Schiffahrt bereedert. Sie fuhren nach inzwischen mehreren Namenwechseln in Charter bei verschiedenen Containerreedereien.

## Technische Daten
Die Schiffe der Bay-Klasse von P&O-Nedlloyd waren schnelle Containerschiffe mit Stellplätzen für 4.224 TEU, davon 2.273 TEU an Deck und 1.951 TEU unter Deck. Bei einer homogenen Beladung der Container mit 14 Tonnen konnten 3.097 TEU an Bord geladen werden. Es waren Anschlüsse für 240 Kühlcontainer vorhanden, 66 davon unter Deck und 174 an Deck.
Die Schiffe waren 292,15 Meter lang, 32,20 Meter breit und gehörten zur Panamax-Klasse. Ihr maximaler Tiefgang betrug 11,20 Meter. Angetrieben wurden sie von einem Neunzylinder Zweitakt-Dieselmotor des Typs Sulzer 9 RTA 84 C, der direkt auf den Propeller wirkte. Für die Erzeugung des Bord- und Arbeitsstroms standen vier Wärtsilä-Dieselgeneratoren mit einer Leistung von je 1500 kW zur Verfügung. Ein Wellengenerator erzeugte während des Seebetriebs 2000 kW elektrische Leistung. Ausgerüstet mit modernsten Steuerungs- und Navigationseinrichtungen reichten für die Überwachung und Aufrechterhaltung des Schiffsbetriebes neun Offiziere und zehn Seeleute aus.

## Bilder

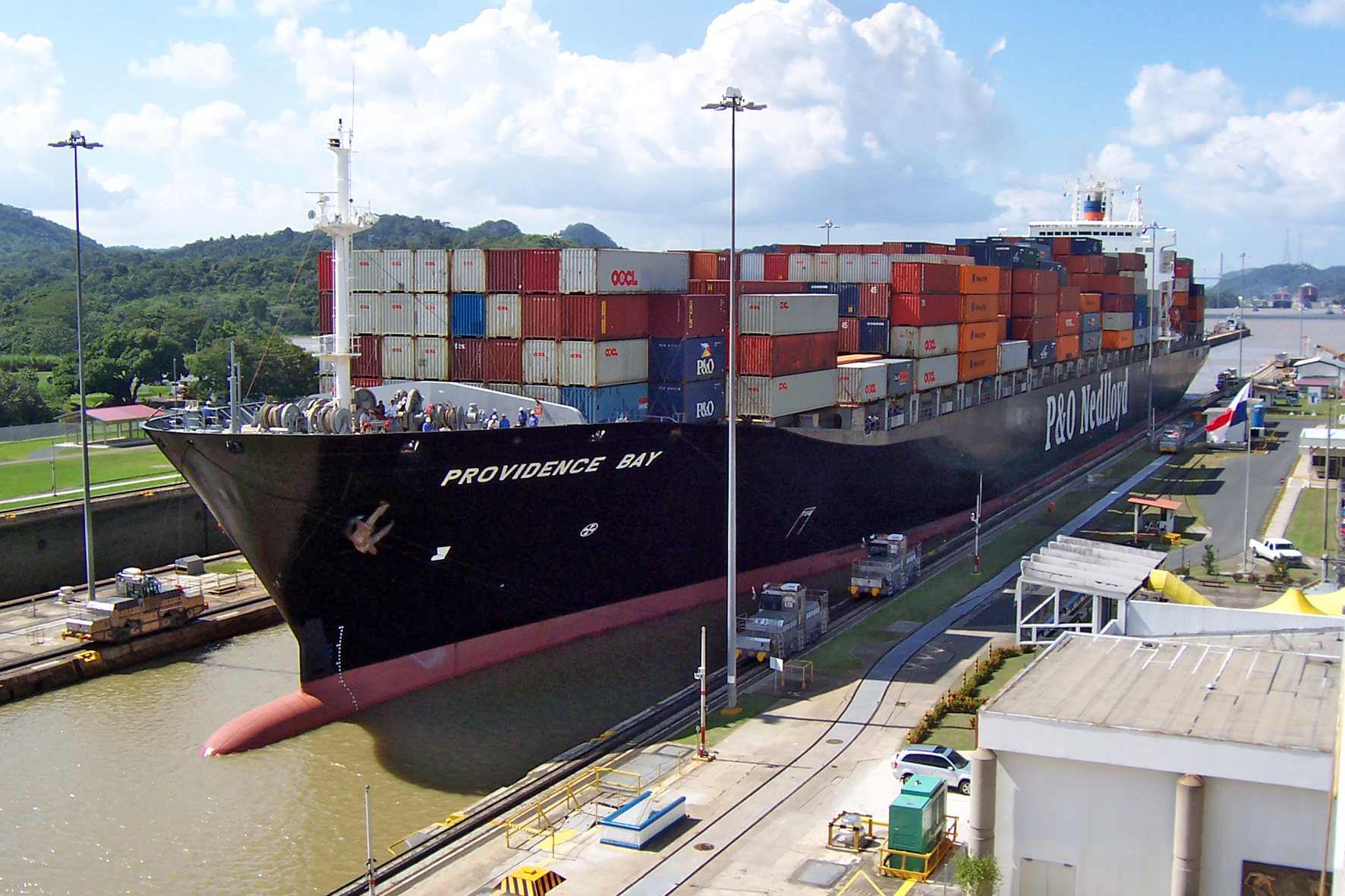
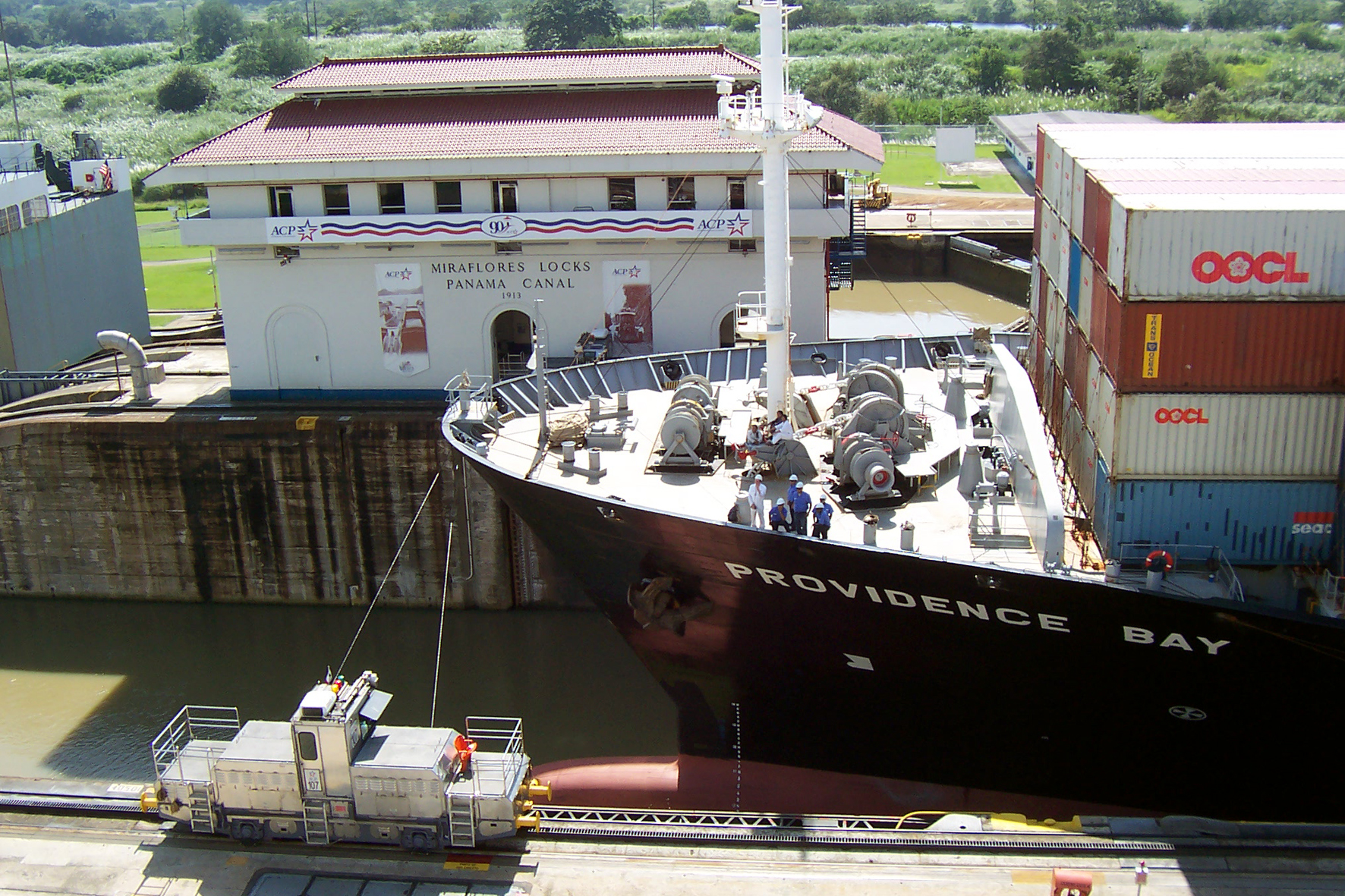
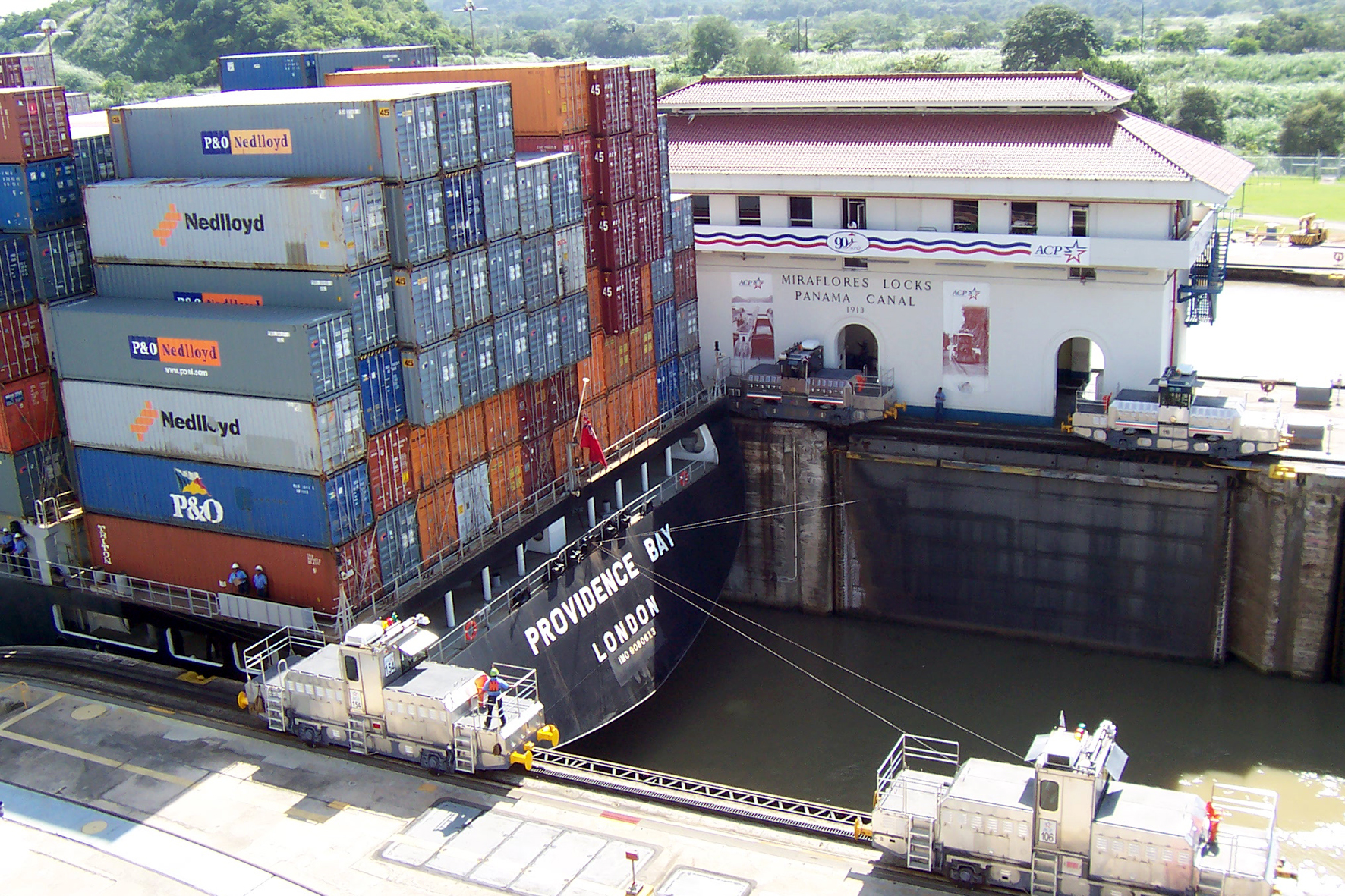
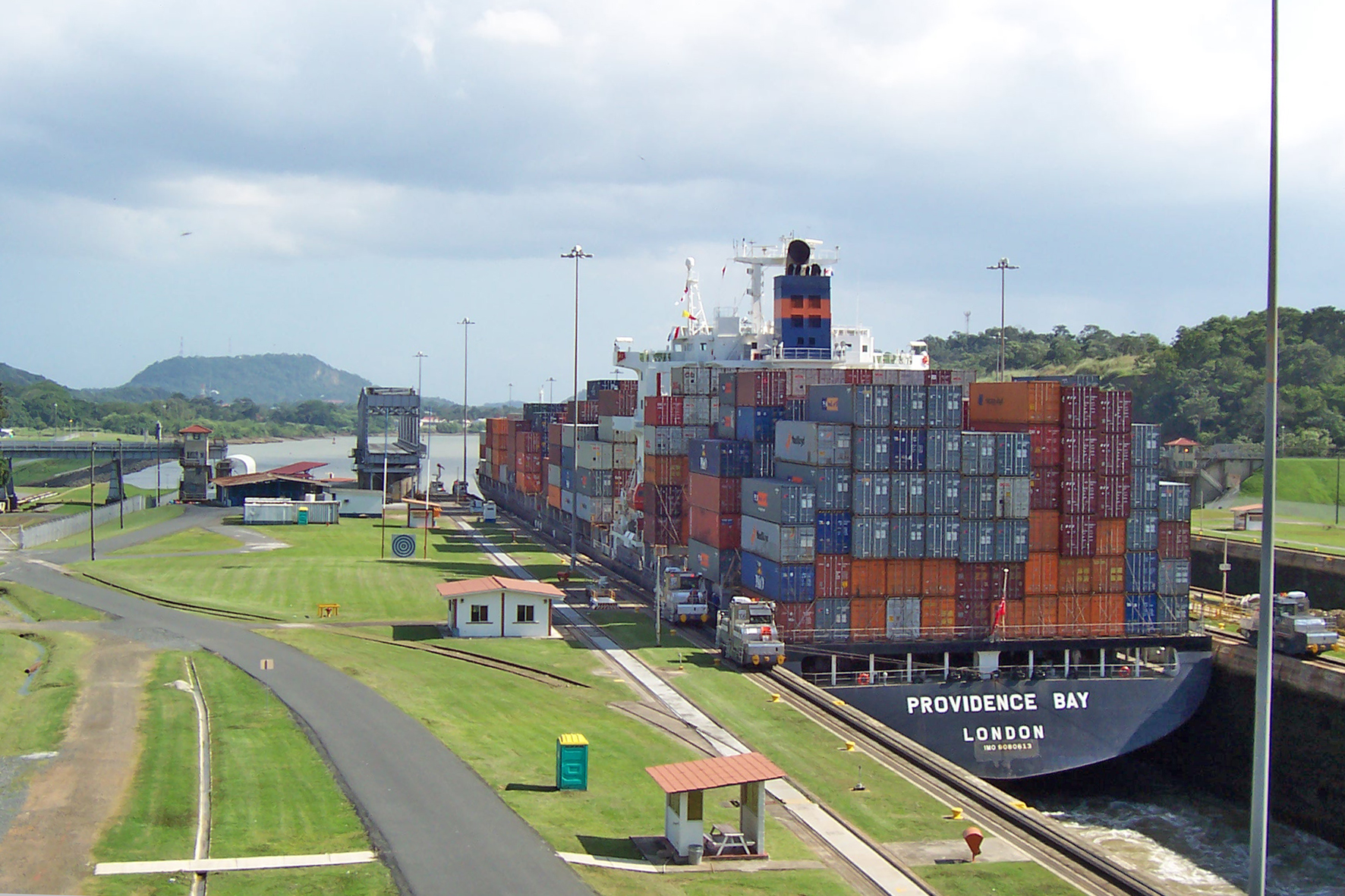

## Die Schiffe
| Bay-Klasse                   | Bay-Klasse                                      | Bay-Klasse | Bay-Klasse        | Bay-Klasse | Bay-Klasse |
| Bauname                      | Bauwerft Baunummer                              | IMO-Nummer | Ablieferung       | Spätere Namen und Verbleib |            |
| ---------------------------- | ----------------------------------------------- | ---------- | ----------------- | --- | ---------- |
| Jervis Bay                   | IHI/3020                                        | 9005534    | 30. Juni 1992     | 2008 MSC Almeria, 2009 Jervis Bay, 2014 Kyam, 2014 verschrottet                                                                               |            |
| Repulse Bay                  | IHI/3021                                        | 9005546    | 1. Oktober 1992   | 2006 Maersk Dalton, 2008 MSC Dalton, 2010 Maersk Dalton, 2014 Leuc, 2014 verschrottet                                                         |            |
| Newport Bay                  | IHI/3022                                        | 9005558    | 1. Januar 1993    | 2006 Maersk Darlington, 2007 MISC Darlington, 2009 Maersk Darlington, 2014 Mekol, 2014 in Alang verschrottet                                  |            |
| Singapore Bay                | Namura Shipbuilding Company, Imari/921 IHI/3023 | 9005560    | Mai 1993          | 2006 Maersk Dartford, 2008 Msc Dartford, 2010 Maersk Dartford, 2013 Patai, ab Januar 2014 in Alang verschrottet                               |            |
| Shenzen Bay                  | IHI/3027                                        | 9080613    | 1. Juni 1994      | 1994 in Fahrt gekommen als Providence Bay, 2006 Maersk Dauphin, 2007 MSC Malaysia, 2009 Maersk Dauphin, 2013 Otse, 2014 in Alang verschrottet |            |
| Shenzen Bay                  | IHI/3038                                        | 9079547    | 1. September 1994 | 2006 Maersk Delano, 2008 MSC Salerno, 2009 Maersk Delano, 2013 Repton, 2014 in Alang verschrottet                                             |            |
| Tor Bay                      | IHI/3054                                        | 9103037    | 1. März 1995      | Stapellauf als Colombo Bay, 2006 Maersk Delmont, 2013 Sezze, 2014 in Chittagong verschrottet                                                  |            |
| Daten: Equasis, grosstonnage |                                                 |            |                   | |            |